# Myrmeconauclea surianii
Myrmeconauclea surianii är en måreväxtart som beskrevs av Colin Ernest Ridsdale. Myrmeconauclea surianii ingår i släktet Myrmeconauclea och familjen måreväxter. Inga underarter finns listade i Catalogue of Life.